# Escape Room (2017, Peter Dukes)
Escape Room ist ein US-amerikanischer Horrorfilm aus dem Jahr 2017. Er handelt von vier Freunden, die während eines Escape Games von einem Schauspieler angegriffen werden, der von einem Dämonen besessen ist.

## Handlung
Brice betreibt in Los Angeles einen Escape Room. Wegen zunehmender Konkurrenz läuft das Geschäft aber schlecht. Um seinen Escape Room interessanter zu gestalten, sucht er in einem Antiquitätenladen nach neuem Zubehör. Dabei bemerkt eine Kiste mit einem Totenkopf-Muster, die vor vielen Jahren in der arabischen Wüste vergraben wurde. Die Inhaberin Ramona erklärt sie jedoch für unverkäuflich, weil sich ein gefährlicher Dämon darin befinde. Brice überlistet Ramona und nimmt die Kiste mit.
Dann freut er sich, dass der Horrorfilm-Fan Jeff mit seinen Freunden Jess, Ben und Angie zu ihm kommt. Die vier Freunde werden in den Raum gesperrt und haben 55 Minuten Zeit, um die Rätsel darin zu lösen und sich zu befreien. Während die Freunde nach ersten Hinweisen suchen, sehen sie in einer dunklen Ecke einen geheimnisvollen Mann mit einer Sturmhaube. Stitch Face ist an einer Kette festgebunden, die alle paar Minuten weiter abgerollt wird, sodass er weiter nach vorne gehen kann. Brice beobachtet das Geschehen mit einer Überwachungskamera, die jedoch nach einigen Minuten ausfällt. Seine Mitarbeiterin Mollie ist wegen der Sicherheit besorgt, aber Brice will das Spiel nicht unterbrechen.
Auf der Suche nach Hinweisen öffnet Jeff die Totenkopf-Kiste, sodass der Dämon befreit wird. Wenig später findet er einen Karton neben Stitch Face. Der maskierte Mann greift ihn an und ersticht ihn von hinten. Jess, Ben und Angie geraten in Panik. Aber da im Escape Rooms die Handys keinen Empfang haben, bleibt ihnen nichts anderes übrig, als weiterhin die Rätsel zu lösen. Angie hat daran kein Interesse. Stattdessen glaubt sie, Jeffs Stimme zu hören. Sie geht zu seiner Leiche und Stitch Face tötet sie mit einem Messerstich in den Kopf. Da der Mörder immer weiter in den Raum vorrückt, bleibt Jess und Ben immer weniger Platz. Der Versuch, einen Rauchmelder auszulösen, scheitert. Sie benötigen zwei weitere Münzen, um eine Kiste zu öffnen, doch die hält Stitch Face in der Hand. Ben sieht keine andere Möglichkeit, als gegen den Mörder zu kämpfen. Dabei wird er schwer verletzt. 
Währenddessen hat Brice die Idee, die Aufzeichnungen der Überwachungskamera zu kontrollieren. Dabei erkennt er, dass sein als Stitch Face verkleideter Mitarbeiter RJ von dem Dämon aus der Totenkopf-Kiste besessen ist. Stitch Face gibt Jess überraschend die beiden Münzen. Sie schafft es in der letzten Sekunde des Countdowns, die Tür zu öffnen und aus dem Escape Room zu fliehen. Gleichzeitig treffen drei Polizisten ein und erschießen Stitch Face. Brice verlässt das Gelände. Mollie bringt die Totenkopf-Kiste zurück in den Laden. Ramona sagt ihr dabei, dass der Dämon noch längst nicht besiegt sei.

## Rezeption
Escape Room wurde in den Rezensionen negativ bewertet. Der Filmdienst bewertet es als „unausgegorene[n] Horrorthriller, dem weder der beengte Schauplatz noch die klischeehaften Todesfälle zu Spannung verhelfen. Auch versäumt er es, den Figuren halbwegs interessante Konturen mitzugeben.“ In der Rezension von cinema.de ist der Film ein „mies getrickstes B-Movie ohne größere Höhepunkte. [...] Der Dämon in Lumpen wirkt eher lächerlich.“